# Platygaster flagellata
Platygaster flagellata är en stekelart som beskrevs av Peter Neerup Buhl 2003. Platygaster flagellata ingår i släktet Platygaster och familjen gallmyggesteklar. Inga underarter finns listade i Catalogue of Life.